# Saladero

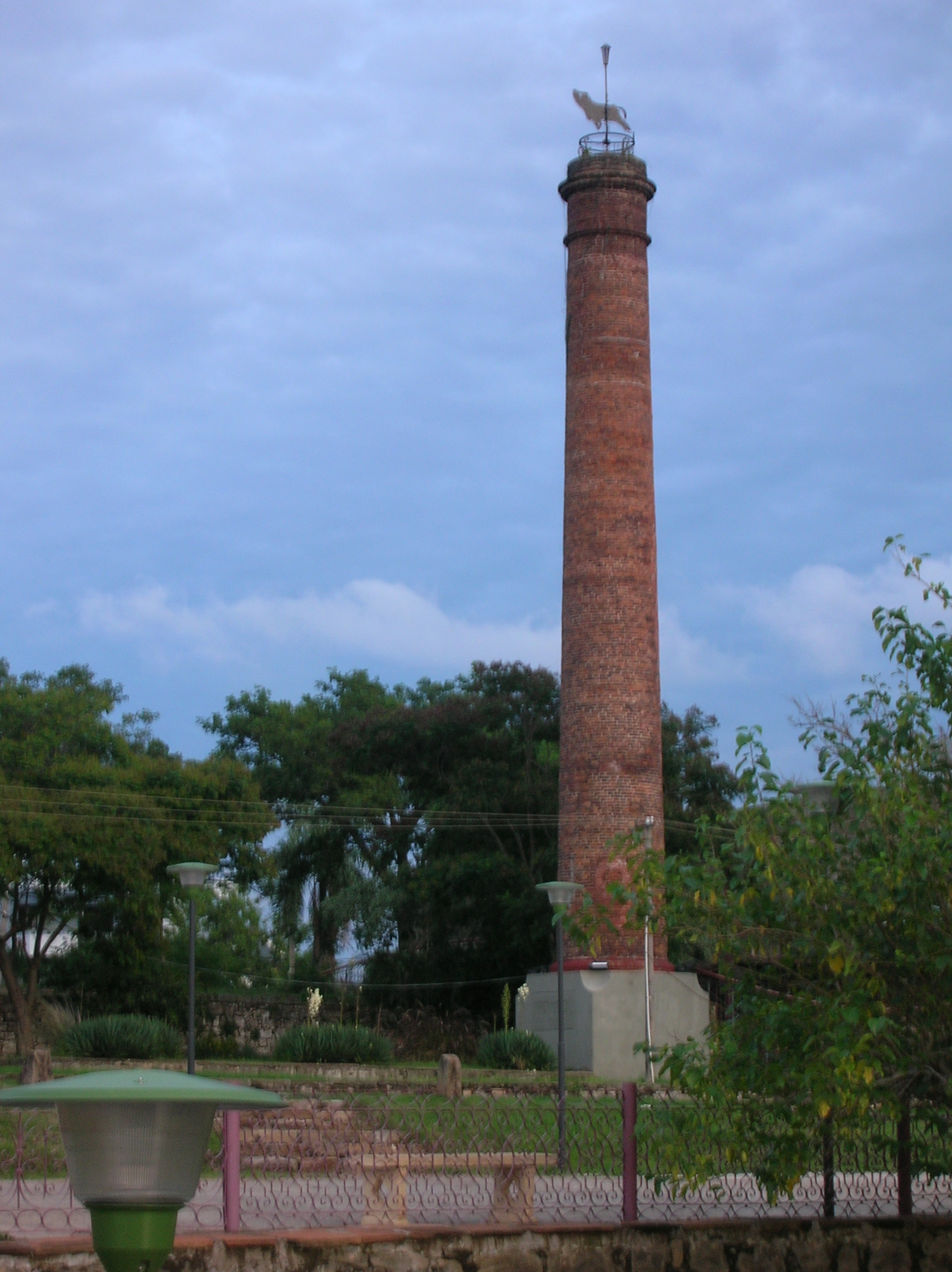
Schornstein eines Saladero in Salto.

Saladero ist die Bezeichnung für die insbesondere in Argentinien und Uruguay verbreiteten Salzfleischfabriken.
1755 entstand das erste größere Unternehmen zur Produktion des gedörrten (Tasajo) und ungedörrten Pökelfleisches. Das Florieren dieser Industrie begann jedoch erst, nachdem die Handelsbeschränkungen in der La-Plata-Region gefallen und die Salzpreise deutlich zurückgegangen waren. Maschinenbetriebene Saladeros gab es in Argentinien erstmals 1815, in Uruguay ab 1841. Mit dem Aufschwung dieses Industriezweigs ging auch die Gründung der fettgewinnenden Graserías einher.
Bedeutender Entwicklungsschritt war das Jahr 1859, als mit der Gründung des Saladero Fray Bentos das Großkapital in Form französischer und englischer Unternehmer in die Salzfleischproduktion einstieg. Dieses Saladero begann zwei Jahre später mit der Salz- und Trockenfleisch-Produktion. Eng mit dieser Entwicklung verbunden war auch die im Jahre 1857 von Justus von Liebig entwickelte Herstellung von Fleischextrakt.